# Albert Grønbæk
Albert Grønbæk (Risskov, 2001. május 23. –) dán válogatott labdarúgó, az angol Southampton játékosa kölcsönben a francia Rennes csapatától.

## Pályafutása

### Klubcsapatokban
Grønbæk a dániai Risskovban született. Az ifjúsági pályafutását a helyi VRI csapatában kezdte, majd 2015-ben az Aarhus akadémiájánál folytatta.
2020-ban mutatkozott be az Aarhus első osztályban szereplő felnőtt csapatában. Először a 2020. június 7-ei, Aalborg ellen 3–2-re megnyert mérkőzés 71. percében, Benjamin Hvidt cseréjeként lépett pályára. Első gólját 2020. szeptember 27-én, az Odense ellen 4–2-es győzelemmel zárult találkozón szerezte meg.
2022. augusztus 15-én ötéves szerződést kötött a norvég első osztályban érdekelt Bodø/Glimt együttesével. Először a 2022. augusztus 20-ai, HamKam ellen 2–2-es döntetlennel zárult bajnokin debütált. 2022. augusztus 24-én, a Dinamo Zagreb ellen 4–1-re elvesztett BL-selejtezőn megszerezte első gólját a klub színeiben. Első ligagólját 2022. október 16-án, a Vålerenga ellen 6–0-ás győzelemmel zárult mérkőzésen szerezte meg.
2024. július 15-én a francia Rennes szerződtette. A 2024–25-ös szezon második felében az angol Southampton csapatánál szerepelt kölcsönben.

### A válogatottban
Grønbæk az U18-as, az U19-es és az U21-es korosztályú válogatottakban is képviselte Dániát.
2024-ben debütált a felnőtt válogatottban. Szeptember 5-én, a Svájc ellen 2–0-ra megnyert Nemzetek Ligája mérkőzésen lépett először pályára. Három nappal később megszerezte első gólját is, a Szerbia ellen szintén 2–0-ra megnyert találkozón.

## Statisztikák
2024. július 13. szerint
| Klub       | Szezon   | Osztály          | Bajnokság | Bajnokság | Kupa  | Kupa | Nemzetközi | Nemzetközi | Összesen | Összesen |
| Klub       | Szezon   | Osztály          | Meccs     | Gól       | Meccs | Gól  | Meccs      | Gól        | Meccs    | Gól      |
| ---------- | -------- | ---------------- | --------- | --------- | ----- | ---- | ---------- | ---------- | -------- | -------- |
| Aarhus     | 2019–20  | Danish Superliga | 8         | 0         | 0     | 0    | —          | —          | 8        | 0        |
| Aarhus     | 2020–21  | Danish Superliga | 32        | 5         | 6     | 0    | 1          | 0          | 39       | 5        |
| Aarhus     | 2021–22  | Danish Superliga | 31        | 3         | 1     | 0    | 2          | 0          | 34       | 3        |
| Aarhus     | 2022–23  | Danish Superliga | 4         | 0         | 0     | 0    | —          | —          | 4        | 0        |
| Bodø/Glimt | 2022     | Eliteserien      | 12        | 2         | 0     | 0    | 8          | 2          | 20       | 4        |
| Bodø/Glimt | 2023     | Eliteserien      | 28        | 9         | 8     | 3    | 4          | 2          | 40       | 14       |
| Bodø/Glimt | 2024     | Eliteserien      | 15        | 8         | 0     | 0    | 12         | 4          | 27       | 12       |
| Rennes     | 2024–25  | Ligue 1          | 0         | 0         | 0     | 0    | —          | —          | 0        | 0        |
| Összesen   | Összesen | Összesen         | 130       | 27        | 15    | 3    | 27         | 8          | 172      | 38       |

### A válogatottban
| Válogatott | Év       | Pályára lépés | Gól |
| ---------- | -------- | ------------- | --- |
| Dánia      | 2024     | 6             | 1   |
| Összesen   | Összesen | 6             | 1   |

#### Góljai a válogatottban
| # | Időpont             | Helyszín                          | Ellenfél | Gólok | Eredmény | Kiírás                     |
| - | ------------------- | --------------------------------- | -------- | ----- | -------- | -------------------------- |
| 1 | 2024. szeptember 8. | Parken Stadion, Koppenhága, Dánia | Szerbia  | 1–0   | 2–0      | 2024–25-ös Nemzetek Ligája |

## Sikerei, díjai
Bodø/Glimt
- Eliteserien
  - Bajnok (1): 2023
  - Ezüstérmes (1): 2022

- Norvég Kupa
  - Döntős (1): 2023